# Dirty Rotten LP
Dirty Rotten LP è il primo album dei Dirty Rotten Imbeciles, pubblicato nel 1983 dalla Dirty Rotten Records.
L'album è la versione LP del precedente EP Dirty Rotten EP, le cui mille copie andarono esaurite in breve tempo, spingendo il gruppo a ristamparlo con il nuovo titolo. L'album è un concentrato di hardcore punk velocissimo e molto violento caratterizzato da tracce molto brevi; grazie a questo lavoro il gruppo si fece strada attraverso numerosi concerti e ben presto divenne una delle band più estreme e veloci della scena americana.

## Tracce
1. Sad to Be – 2:11
2. War Crimes – 1:11
3. Busted – 0:46
4. Draft Me – 0:19
5. F.R.D.C. – 0:21
6. Capitalists Suck – 0:35
7. Misery Loves Company – 0:33
8. Makes No Sense – 1:16
9. Blockhead – 0:55
10. I Don't Need Society – 1:15
11. Commuter Man – 0:56
12. Plastique – 0:23
13. Why – 0:18
14. Balance of Terror – 0:39
15. My Fate to Hate – 0:26
16. Who Am I – 0:45
17. Money Stinks – 0:43
18. Human Waste – 0:19
19. Yes Ma'am – 0:48
20. Dennis' Problem – 0:51
21. Closet Punk – 0:31
22. Reaganomics – 0:40

## Formazione
- Kurt Brecht – voce
- Spike Cassidy – chitarra, cori
- Dennis Johnson – basso
- Eric Brecht – batteria, cori